# Byrrhinus atricornis
Byrrhinus atricornis är en skalbaggsart som först beskrevs av Maurice Pic 1935.  Byrrhinus atricornis ingår i släktet Byrrhinus och familjen lerstrandbaggar. Inga underarter finns listade i Catalogue of Life.